# 乃上貴翔
乃上 貴翔（のがみ たかと、1994年11月16日 - ）は、東京都出身の元俳優。GirlsAwardとMEN'S NON-NO×avexのオーディションで芸能界に入る。2015-2020年までは avex managementに所属しており同年2020-2024までSpace Craft Agencyに所属していた。

## 人物
身長180cm。
趣味・特技は料理、眼鏡集め、バスケットボール、耐える事、サウナ、長風呂。
サウナ・スパ健康アドバイザー、日本化粧品検定3級の資格を持つ。
2024年8月31日、所属していたスペースクラフトを退所し、芸能界を引退。

## 出演作品

### テレビドラマ
- 日曜劇場 / 下町ロケット（2015年、TBS）
- 木ドラ25 / スモーキング（2016年、テレビ東京)
- PRINCE OF LEGEND（2018年、日本テレビ）
- 連続ドラマW 土曜オリジナルドラマ / それを愛とまちがえるから（2019年、WOWOW）
- 人間の証（2019年、フジテレビ）
- ドラマ特区 / あおざくら 防衛大学校物語（2019年、MBS） - 兒玉
- 田園ボーイズ（2020年、tvk）
- FAKE MOTION -卓球の王将-（2020年、日本テレビ）
- 仮面ライダーガッチャード 第14・23・46・49・50話（2023年 - 2024年、テレビ朝日） - 編集者 / たっちゃん

### 映画
- PRINCE OF LEGEND（2019年、東宝）

### 舞台
- 娼年
- 私のホストちゃん - 派手彦
  - 私のホストちゃん THE PREMIUM（2019年）
  - 私のホストちゃん THE LAST LIVE（2020年）

### 雑誌
- VOGUE TAIWAN（2017年1・10月号）
- S Cawaii!（2018年1・3月号、2017年1月号、イマジカインフォス）
- JUNON（2018年4月号、主婦と生活社）
- andGIRL（2017年9月号、2018年9月号、DONUTS）
- Men's JOKER（2018年9・12月号、KKベストセラーズ）
- CanCam（2019年2月号、小学館）

### ショー
- GirlsAward

### WEB
- AreYouOK?（2016年）
- 恋をちょっぴり忘れたあなたに（2016年、AbemaTV）
- 銭湯男子（2017年、AbemaTV）
- ラストキス〜最後にキスするデート（2018年）
- ヒロミ・指原の“恋のお世話始めました”（2021年、テレビ朝日・ABEMA）
- わたしたちはまだ、わたしたちの名前を知らない（2022年）